# Cajeros
Le Cajeros est un stratovolcan actif d'Argentine, actuellement au repos. Il est situé dans la province de Catamarca. Il fait partie du groupe de volcans argentins constituant le massif de l'Antofalla, mais est totalement indépendant de ce dernier.
Le volcan est situé à une quinzaine de kilomètres au sud-ouest du volcan Antofalla, et à une dizaine de kilomètres au nord-ouest du cerro La Aguada.
Tout proches également on trouve à une dizaine de kilomètres au nord-ouest, le cône du volcan Lila, ainsi qu'un volcan de 5 806 mètres d'altitude encore non nommé en 2006, situé à 6 kilomètres au nord du Cajeros.